# ワルダクミ
『ワルダクミ』は、マボロシの1作目のオリジナル・アルバム。2004年12月8日発売。発売元はキューンレコード。

## 概要
フィーチャリングゲストとしてKREVA、CHANNEL、K.I.N、CUEZERO、MURO、DABO、Full Of Harmony、KOHEI JAPANが参加している。

## 収録曲
1. 泥棒
2. SLOW　DOWN!
1stシングル。
3. マボロシの間～其ノ壱～
4. ファンキーグラマラス Part2 featuring KREVA
アルバム発売後、KREVAの「ファンキーグラマラス feat.MUMMY-D」とともに、シングルカット。
5. 抜き足差し足
6. THE ワルダクミ
2ndシングル。
7. ブレーメン featuring CHANNEL,K.I.N.,CUEZERO
8. おっとマボロシ
9. 廻シ蹴リ featuring MURO,DABO
アルバム発売後、シングルカット。（個性派ヒップホップ集団、ジュース・クルーのメンバービッグ・ダディ・ケインのセット・イット・オフをカバーしている。）
10. マボロシの間～其ノ弐～
11. 泥棒～GO! SEXY～
12. DEAR MY HOME GROUND featuring Full Of Harmony,KOHEI JAPAN
13. HARDCORE HIPHOP STAR
14. ネタになってウタになってNOW ON SALE
15. マボロシのほし(EARTH-GO-ROUND)